# Кокарда «чічка»
Чічка — елемент однострою, кокарда-знак на головний убір вояків Легіону Українських Січових Стрільців в Австро-Угорській армії під час Першої світової війни. Інша назва: «троянда».

## Історія створення
Традиція прикрашати головні убори різними прикрасами та відзнаками є доволі давньою в Австро-Угорській армії. З часів Семирічної війни австрійські солдати до головних уборів прикріплювали дубову, або ялинову взимку, гілочку — «Feldzeiche». З початком Першої світової війни було популярно прикрашати кепі стрічками із земельних, або імператорських (чорно-жовтих) кольорів. Гірські частини на своїх головних уборах носили султан з пір'я півня. Таку відзнаку в кінці ХІХ ст. запропонував військовий комендант Тиролю Йозеф фон Філіпович. Офіційно ця відзнака дозволена у війську з 1906 р. Головний убір боснійсько-герцоговинської піхоти взагалі був елементом національного строю.
Національні частини, які виникли в Австро-Угорщині на початку Першої світової намагались всіляко підкреслити свою національну приналежність. Не винятком це питання стало і для українського легіону.

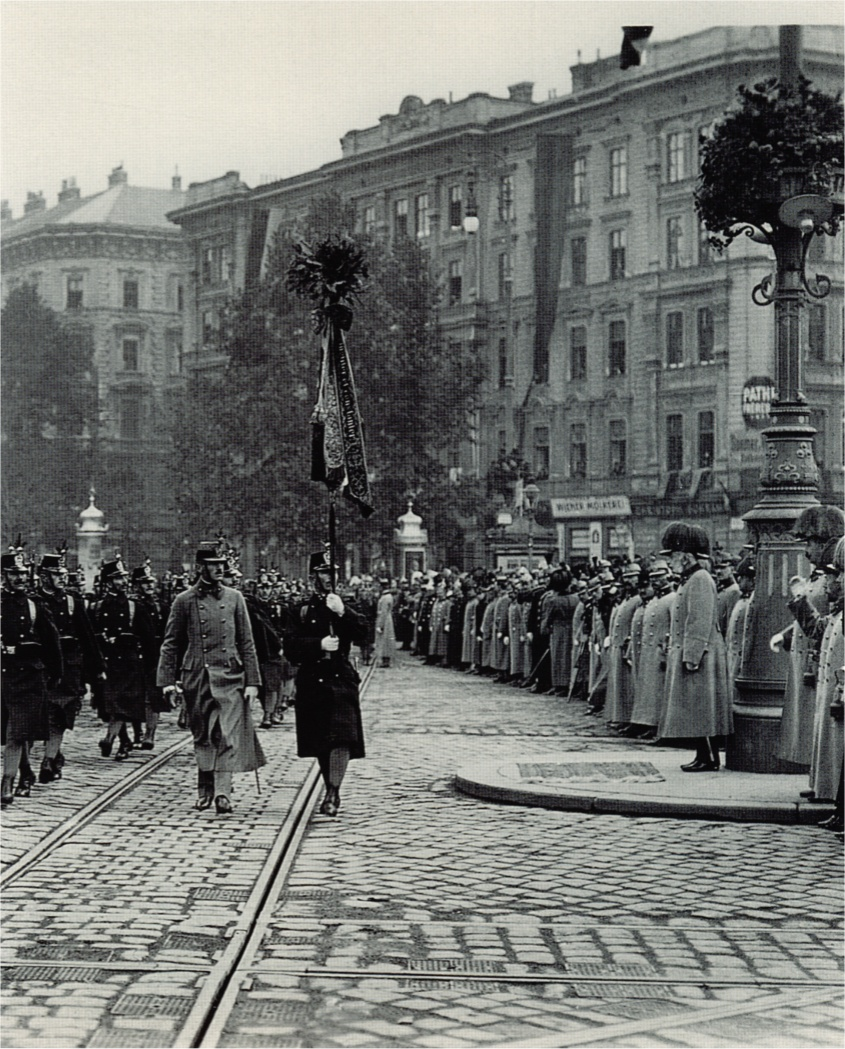
Урочисте проходження вояків перед імператором Францом-Йосиф I на честь річниці Лейпцизької битви 13 жовтня 1913 р. у Відні. На кепі вояків помітно дубові гілочки.
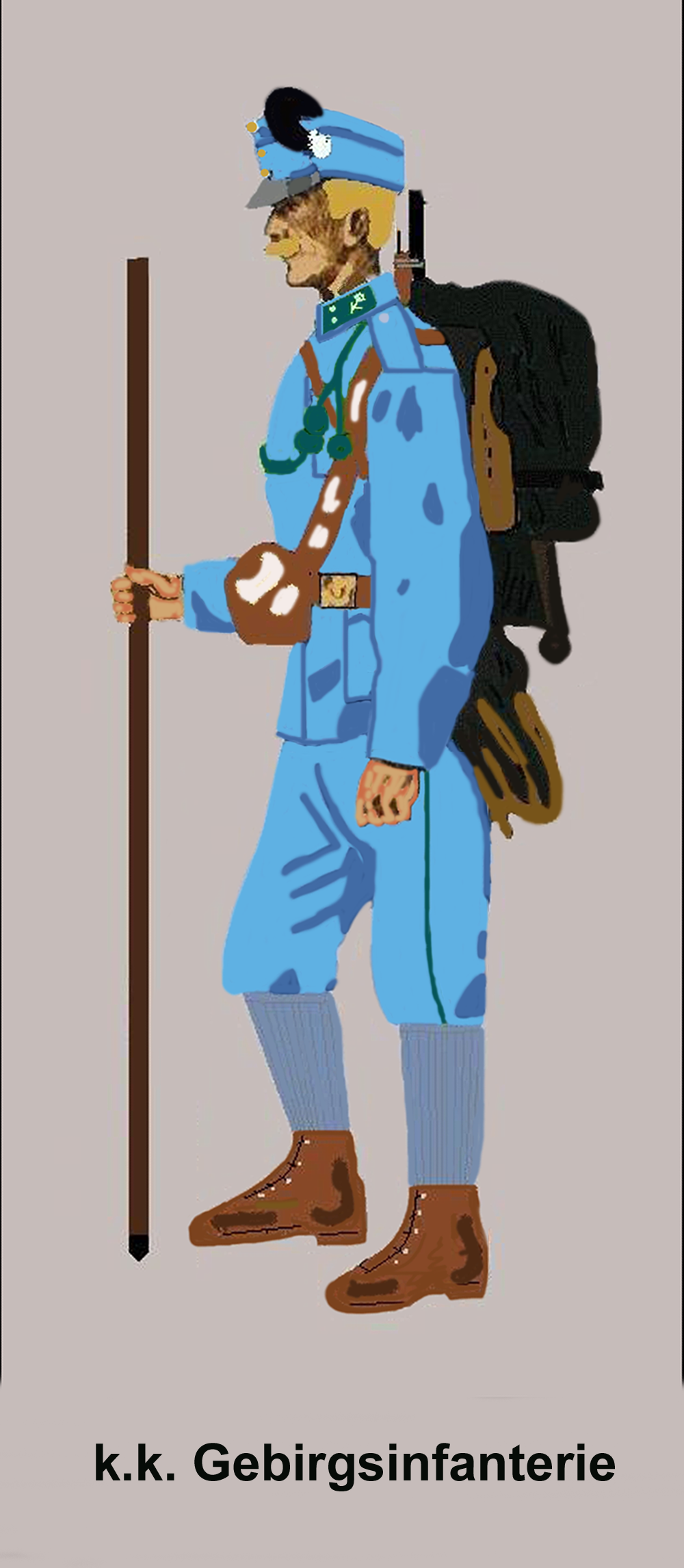
Вояк гірськопіхотної частини з султаном із півнячого пір'я на кепі.
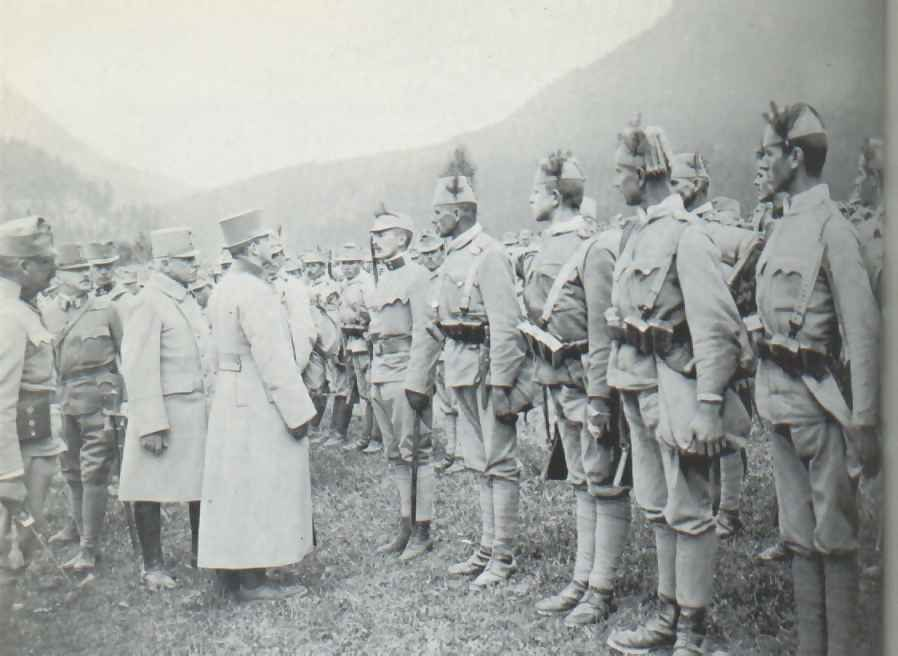
Імператор Карл I оглядає боснійські частини на Італійському фронті, 1915 р. Бачимо національні головні убор на баснійцях та прикріплені до них ялинові гілочки.

## Опис
«Чічка» мала вигляд круглої розетки з тканини. Розетка була двох кольорів, синього і жовтого. Жовтий колір був в середині, синій на зовнішньому колі відзнаки. Могло бути і навпаки. В центрі розташовувалось кріплення. Як кріплення також могли використовувати знак на кепі, не рідко це були власне знаки на кепі виготовлені спеціально для УСС. Носилась «чічка» на польовому кепі, або мазепинці. Зазвичай з лівої сторони, але також могли бути винятки.

## Приклади застосування

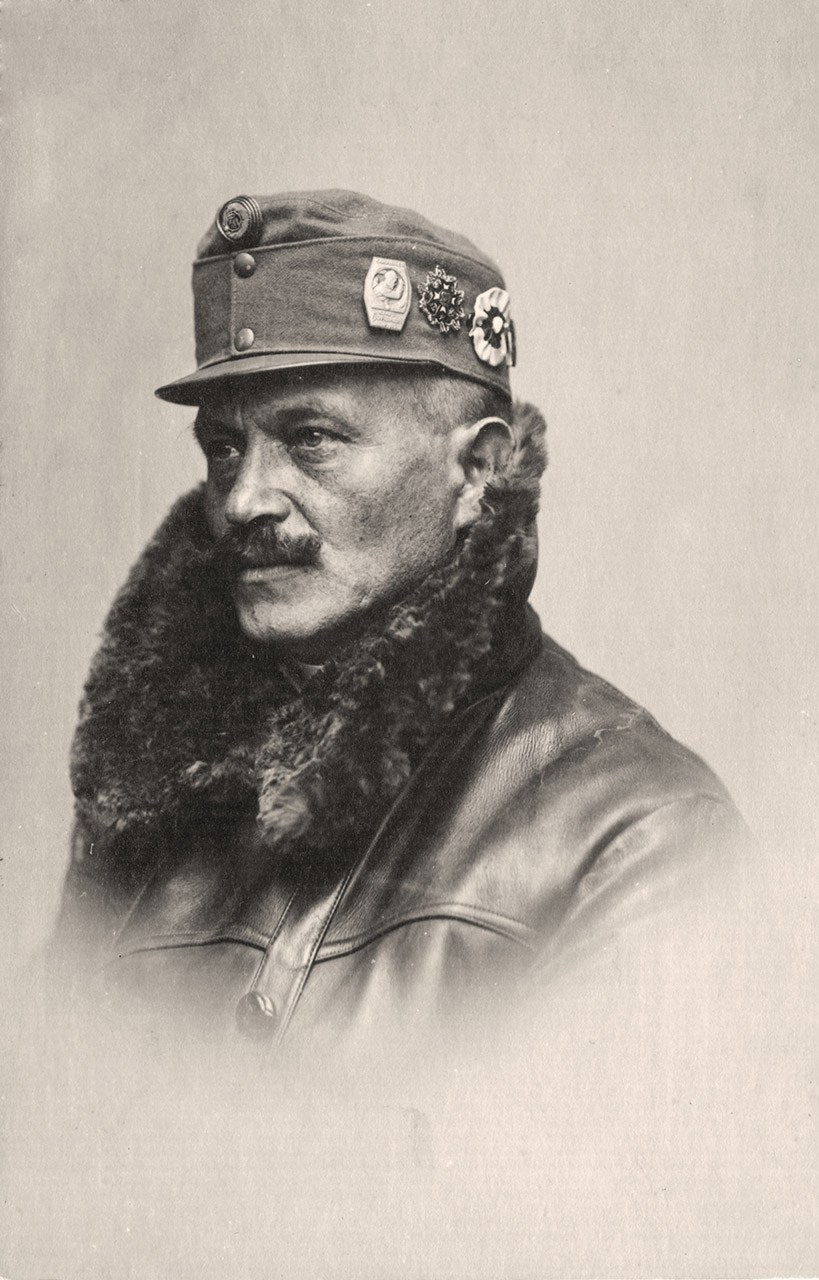
«Чічка» на кепі в Семена Горука.
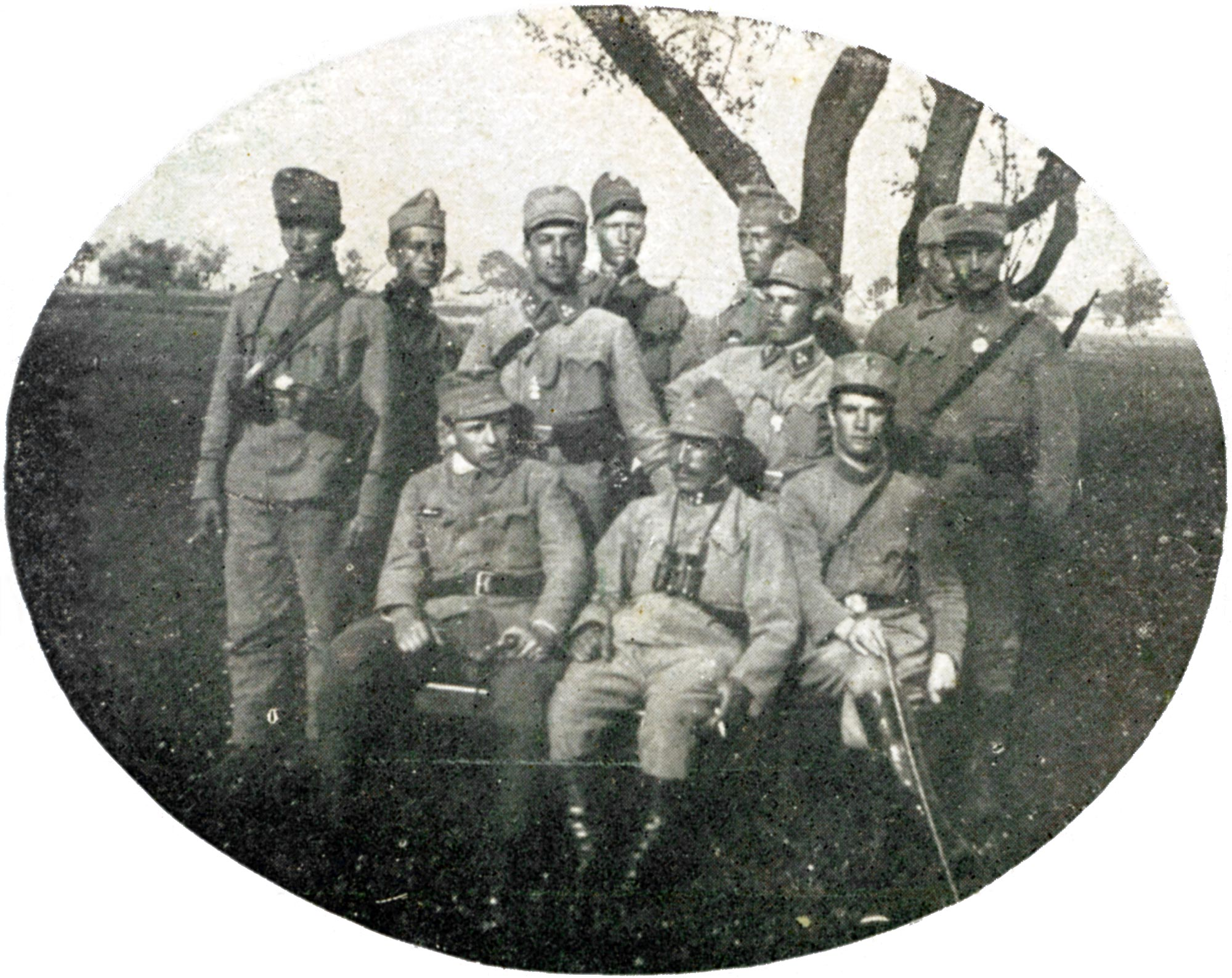
Вояки легіону УСС. У одноз них, в задньому ряду, помітна "чічка" на кепі.

## Після Першої світової війни
Чічка також використовувалась за незмінним призначенням в УГА. Відзнака, яка нагадувала дещо вдосконалений варіант «чічки» мала використовуватись в Карпатській Січі (1939 р.) для позначення звання отамана (на мазепинці та рукаві). Цей проєкт так і не був реалізований.